# Большие Барсучины (Толочинский район)
Большие Барсучины (бел. Вялікія Барсучыны) — деревня в Толочинском сельсовете Толочинского района, Витебской области Беларуси.
Постоянное население — 2 человека (2019). Проживают дачники.
В Российской империи — деревня в Обчугской волости Сенненского уезда Могилёвской губернии. Во времена СССР — деревня в Плосковском сельсовете.
На въезде в деревню находится старое кладбище, которое хорошо сохранилось. На нём похоронены несколько местных ветеранов Первой мировой войны.